# North Richland Hills (Texas)
North Richland Hills város az USA Texas államában, Tarrant megyében. Lakosainak száma 69 917 fő (2020. április 1.).

## Népesség
A település népességének változása:
| Lakosok száma | 63 343 | 67 317 | 69 917 |
|               | 2010   | 2013   | 2020   |